# Oui Oui
『Oui Oui』（ウイ ウイ）は、矢野顕子のスタジオ・アルバム。1997年7月1日発売。発売元はEpic/Sony Records。

## 概要
制作に約2年がかけられ、それぞれの曲ごとに多様なミュージシャンの参加が見られるのが特徴である。「Jin Jin」にはMino Cineluが、「I'm So Lonesome I Could Cry」「Brooklyn Bridge」にはPat Methenyが、「クリームシチュー」には槇原敬之が参加。Jeff Bovaが「クリームシチュー」を除き全般にわたってサウンドデザイン、プログラミングを担当している。
初版はネコの図柄の紙ケース付きで発売された。

## 収録曲
1. Kyoto[京都慕情]  (作詞：林春生  作曲：D.Wilson, M.Taylor, J.MacGee, J.Durril  編曲：矢野顕子)
  - 渚ゆう子の曲のカバー。曲はザ・ベンチャーズのもの。
2. Jin Jin  (沖縄民謡  編曲：矢野顕子)
3. クリームシチュー［The Stew］(作詞：糸井重里  作曲：矢野顕子　編曲：槇原敬之)
  - J-WAVE&住友生命保険のキャンペーンソングとして作られた。
  - アルバム発表後に、ハウス食品クリームシチューのコマーシャルソングに採用された。
  - ライブアルバム「TWILIGHT 〜the“LIVE”best of Akiko Yano〜」に、ライブ演奏が収録。
4. Snow  (作詞：中村志津代  英語詞・作曲：矢野顕子)
5. Happiness  (作詞：糸井重里  作曲：矢野顕子)
6. Oui Oui［ウイウイ］  (作詞・作曲：矢野顕子)
  - De Beersコマーシャルソング。このコマーシャルでは矢野自身も出演した。
7. I'm So Lonesome I Could Cry（英語版）  (作詞・作曲：Hank Williams   編曲：矢野顕子)
  - Hank Williamsの曲のカバー。
8. Brooklyn Bridge  (作詞・作曲：矢野顕子)
  - ニューヨーク市にかかるブルックリン橋が題材。
9. All The Bones Are White  (作詞・作曲：矢野顕子)